# Thomisops
Thomisops is een geslacht van spinnen uit de  familie van de Thomisidae (krabspinnen).

## Soorten
- Thomisops bullatus Simon, 1895
- Thomisops cretaceus Jézéquel, 1964
- Thomisops granulatus Dippenaar-Schoeman, 1989
- Thomisops lesserti Millot, 1942
- Thomisops melanopes Dippenaar-Schoeman, 1989
- Thomisops pupa Karsch, 1879
- Thomisops sanmen Song, Zhang & Zheng, 1992
- Thomisops senegalensis Millot, 1942
- Thomisops sulcatus Simon, 1895